# Xiran Jay Zhao
Xiran Jay Zhao (chiń. upr. 赵希然; chiń. trad. 趙希然, ur. 29 września 1997) – kanadyjska osoba autorska tworząca także na mediach społecznościowych i używająca angielskich zaimków „they/them”. Jej debiutancka powieść, Żelazna wdowa, stała się bestsellerem numer 1 na liście „New York Timesa” i zdobyła Nagrodę BSFA 2021 za najlepszą książkę dla młodszych czytelników. W 2024 otrzymała Nagrodę Astounding dla najlepszego nowego pisarza.

## Twórczość

### CyklŻelazna wdowa
- Żelazna wdowa (ang. Iron Widow), 2021
- Heavenly Tyrant, 2024

### Pozostałe
- Zachary Ying and the Dragon Emperor, 2022